# Nessorhinus esbeltus
Nessorhinus esbeltus är en insektsart som beskrevs av Ramos 1957. Nessorhinus esbeltus ingår i släktet Nessorhinus och familjen hornstritar. Inga underarter finns listade i Catalogue of Life.